# Kanshakudama no Yūutsu
Kanshakudama no Yūutsu (かんしゃく玉のゆううつ?) es una serie de manga creado por la mangaka Arina Tanemura en 1978.
Cuenta la historia de Kajika, una chica ninja muy fuerte que debe proteger el arma secreta de su familia, la kureha, un cordón que usado debidamente puede ser fatal, y que ella usa como cinta para el pelo.
Su amigo de la infancia, Yuga, está enamorado de ella, y siempre procura que no se pase con sus truquitos de ninja. El pobre tiene que aguantar que Fujisaki, un chico muy atractivo, filtree con su amiga, que está enamorada de él. Ella no sabe que este chico forma parte de la familia ninja rival de su abuelo, que intentan robar la kureja. Por eso, Fujisaki convence a Kajika para que deje de ser ninja, y así poder derrotarla más fácilmente.
Como Kajika esta deslumbrada, no se da cuenta de que él es su enemigo, aunque Yuga sí se da cuenta. Por eso, reta a Fujisaki a un duelo ninja, convirtiéndose antes en discípulo del abuelo de Kajika. Al final, Yuga gana el duelo, ayudado por su amada Kajika, que perdona a Fujisaki. Aunque, después de ver a Yuga luchar, se da cuenta de que está enamorada de su gran amigo.

## Personajes
- Kajika: es la protagonista de esta historia, una chica ninja que no se cree muy femenina. Es osada, alegre e irritable. Le gusta Fujisaki.
- Yuga: el amigo de Kajika, tímido, valiente y romántico. Está enamorado de Kajika.
- Fujisaki: atractivo, amable, tranquilo, educado..., aunque es un lobo con piel de cordero.

- Datos: Q636766